# نگهبان شب (فیلم ۱۹۹۷)
نگهبان شب (به انگلیسی: Nightwatch) یک فیلم دلهره‌آور و ترسناک آمریکایی محصول سال ۱۹۹۷ به کارگردانی اوله بورندال با بازی ایوان مک‌گرگور، پاتریشا آرکت، جاش برولین و نیک نولتی است. این یک بازسازی از فیلم دانمارکی نگهبان شب (فیلم ۱۹۹۴) محسوب می‌شود.

## داستان
«مارتین بلز» دانشجوی وکالت شغلی به عنوان نگهبان شب در یک سردخانه به دست می‌گیرد. «مارتین» متوجه سرنخهایی می‌شود که او را به عنوان مظنون قتل‌هایی سریالی معرفی می‌کند و…

## تولید
پس از موفقیت نسخه اصلی در سال ۱۹۹۴ که مورد تحسین منتقدان قرار گرفت، کارگردان اوله بورندال توسط کمپانی دایمنشن فیلمز استخدام شد تا به ایالات متحده بیاید و فیلم را بازسازی کند. فیلمبرداری اصلی برای بازسازی در کالور سیتی، کالیفرنیا انجام شد. و یک سال طول کشید تا به دلیل یک سری نمایش‌های آزمایشی و فیلم‌برداری مجدد که میرامکس سفارش داده بود، تکمیل شود. تغییرات ایجاد شده توسط میرامکس در برش تمام شده شامل کاهش نقش دوست دختر جیمز ماری، و افزودن یک «صحنه پایانی رضایت بخش تر» بود. بورندال ادامه داد که تصویربرداری واقعی خودم فوق‌العاده بود، همه چیز کاملاً خوب بود، و من آزاد بودم هر کاری که می‌خواستم انجام می‌دادم اما همه چیز ناگهان در مرحله پس از تولید بسیار پیچیده شد.